# Ås socken, Öland
Ås socken är den sydligaste  på Öland och ingick i Gräsgårds härad, den ingår sedan 1971 i Mörbylånga kommun och motsvarar från 2016 Ås distrikt i Kalmar län.
Socknens areal är 23,26 kvadratkilometer varav allt land. År 2000 fanns här 88 invånare. Fyren Långe Jan, orten Ottenby samt sockenkyrkan Ås kyrka ligger i socknen.

## Administrativ historik
Ås äldsta sockenkyrka i sten uppfördes under 1100-talet. I det äldsta skriftliga belägget hette socknen Ottenby ('ecclesie de Othanby, Ottanby'), men kallas redan i ett odaterat brev från omkring 1320 och ett daterat från 1346 Ås ('Aas') socken.
Vid kommunreformen 1862 övergick socknens ansvar för de kyrkliga frågorna till Ås församling och för de borgerliga frågorna till Ås landskommun. Denna senare uppgick 1952 i Ottenby landskommun som 1967 uppgick i Mörbylånga landskommun som 1971 ombildades till Mörbylånga kommun. Församlingen uppgick 2002 i Sydölands församling.
1 januari 2016 inrättades distriktet Ås, med samma omfattning som församlingen hade 1999/2000.  
Socknen har tillhört samma fögderier och domsagor som Gräsgårds härad. De indelta båtsmännen tillhörde 2:a Ölands båtsmankompani.

## Geografi

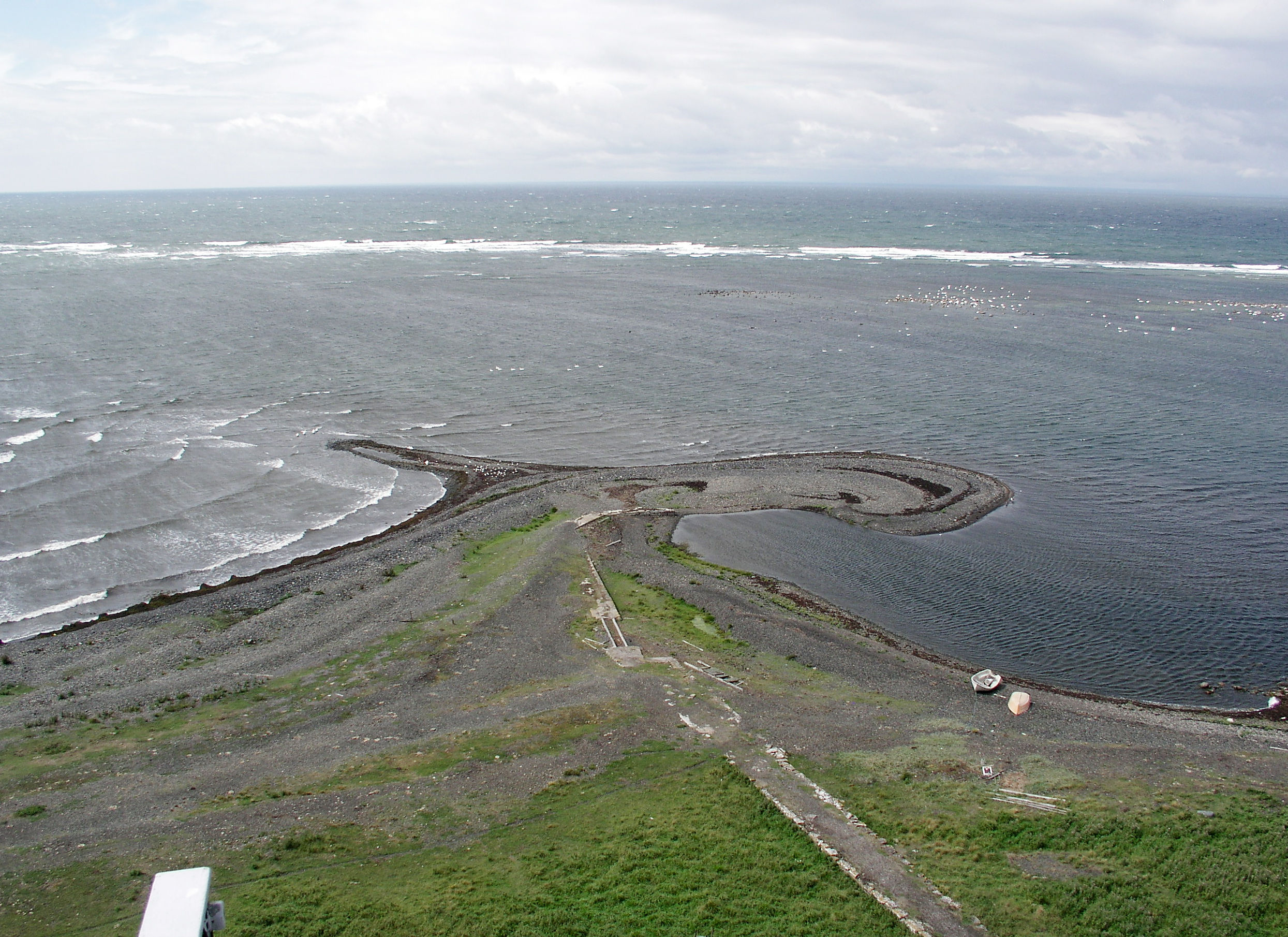
Ölands sydspets sett från fyren Långe Jan.

Ås socken ligger utgörs av sydspetsen på Öland. Socknen består av odlingsbygd och alvarmark och en mindre lövskog.

## Fornminnen och fyndplatser
Flera mindre järnåldersgravar och fem gravfält finns här varav ett större vid Ottenby. På udden finns Kyrkhamn med husbottnar efter ett fiskeläge och ruiner efter ett kapell. Över inre delen av udden löper Karl X Gustavs jaktmur.
Vid två tillfällen, först då pigan Emma Christina Råberg grävde i jorden och sedan av fem minderåriga barn i en sandgrop i närheten, har guld från romersk järnålder-folkvandringstiden hittats. De flesta forskare antar att de båda guldtingestarna, som båda är av liknande ornering och slag, hör ihop med varandra som ett depåfynd. Det rör sig om två vackert ornerade armringar, den ena med ormhuvuden som ändar och den andra med ändarna omböjda i spiraler. Upphittarna fick en väldig hittelön på  532 riksdaler (åt pigan) samt för ormhuvudringen 525 riksdaler.

## Namnet
Namnet (1346 Aas) anses beskriva kyrkplatsen.

## Befolkningsutveckling
| Befolkningsutvecklingen i Ås socken, Öland 1810–1990                                                    | Befolkningsutvecklingen i Ås socken, Öland 1810–1990 | Befolkningsutvecklingen i Ås socken, Öland 1810–1990 | Befolkningsutvecklingen i Ås socken, Öland 1810–1990 | Befolkningsutvecklingen i Ås socken, Öland 1810–1990 |
| --- | ---------------------------------------------------- | ---------------------------------------------------- | ---------------------------------------------------- | ---------------------------------------------------- |
| |                                                      |                                                      |                                                      |                                                      |
| År |                                                      |                                                      | Folkmängd                                            |                                                      |
| 1810 | 1810                                                 |                                                      | 394                                                  |                                                      |
| 1820 | 1820                                                 |                                                      | 394                                                  |                                                      |
| 1830 | 1830                                                 |                                                      | 376                                                  |                                                      |
| 1840 | 1840                                                 |                                                      | 478                                                  |                                                      |
| 1850 | 1850                                                 |                                                      | 559                                                  |                                                      |
| 1860 | 1860                                                 |                                                      | 587                                                  |                                                      |
| 1870 | 1870                                                 |                                                      | 640                                                  |                                                      |
| 1880 | 1880                                                 |                                                      | 628                                                  |                                                      |
| 1890 | 1890                                                 |                                                      | 606                                                  |                                                      |
| 1900 | 1900                                                 |                                                      | 519                                                  |                                                      |
| 1910 | 1910                                                 |                                                      | 452                                                  |                                                      |
| 1920 | 1920                                                 |                                                      | 445                                                  |                                                      |
| 1930 | 1930                                                 |                                                      | 413                                                  |                                                      |
| 1940 | 1940                                                 |                                                      | 390                                                  |                                                      |
| 1950 | 1950                                                 |                                                      | 291                                                  |                                                      |
| 1960 | 1960                                                 |                                                      | 222                                                  |                                                      |
| 1970 | 1970                                                 |                                                      | 161                                                  |                                                      |
| 1980 | 1980                                                 |                                                      | 104                                                  |                                                      |
| 1990 | 1990                                                 |                                                      | 81                                                   |                                                      |
| Anm: Källor: Umeå universitet - Tabellverket 1749-1859, Demografiska databasen, CEDAR, Umeå universitet |                                                      |                                                      |                                                      |                                                      |

## Fotnoter
1. 1 2 3  Svensk Uppslagsbok Ås socken
2. 1 2  Harlén, Hans; Harlén Eivy (2003). Sverige från A till Ö: geografisk-historisk uppslagsbok. Stockholm: Kommentus. Libris 9337075. ISBN 91-7345-139-8
3. ↑  Det medeltida Sverige 4:3 Öland
4. ↑  ”Församlingar”. Statistiska centralbyrån. https://www.scb.se/hitta-statistik/regional-statistik-och-kartor/regionala-indelningar/forsamlingar/. Läst 30 december 2022.
5. ↑  Administrativ historik för Ås socken (Klicka på församlingsposten). Källa: Nationella arkivdatabasen, Riksarkivet.
6. 1 2  Sjögren, Otto (1931). Sverige geografisk beskrivning del 2 Östergötlands, Jönköpings, Kronobergs, Kalmar och Gotlands län. Stockholm: Wahlström & Widstrand. Libris 9939
7. 1 2 3  Nationalencyklopedin
8. ↑  Fornlämningar, Statens historiska museum: Ås socken, Öland
9. ↑  Fornminnesregistret, Riksantikvarieämbetet: Ås socken, Öland Fornminnen i socknen erhålls på kartan genom att skriva in sockennamn (utan "socken") i "Ange geografiskt område"